# هریت لی (شناگر)
هریت لی (به انگلیسی: Harriet Lee) (زادهٔ ۶ مهٔ ۱۹۹۱) شناگر اهل بریتانیا است.